# 郑国 (水工)
郑国（？—？），中国战国时期末年韩国人，著名的水利工程師。曾为秦国在关中平原地区筑渠三百余里，号称郑国渠。郑国獲后世奉为“水神”，關中農民多所奉祀。

## 生平
战国末年，韩国听说秦王政喜欢大兴土木，就想以此消耗秦国的国力，使秦国无法向东用兵，韩国便让水工郑国找机会游说秦国，让秦国凿通泾水，从中山以西到瓠口修一条水渠，出北山向东流入洛水长三百余里，用来灌溉农田。工程期間，郑国的预谋被发現，秦王打算杀掉郑国。郑国说：“臣一开始是韩国間諜，但是水渠修成以后，确实对秦国有利。臣只是为韩国延续几年的国祚，却是为秦国建立万世的功业。”秦王认为他说得对，最终命令郑国继续修渠。渠成后，引淤积混浊的泾河水灌溉两岸低洼的盐碱地四万多顷，亩产都达到六石四斗，从此关中成为沃野，再没有饥荒，秦国富强起来，最后吞并了各诸侯国，渠也因此命名为郑国渠。